# Tessarakonteres
Ne doit pas être confondu avec Thalamège.

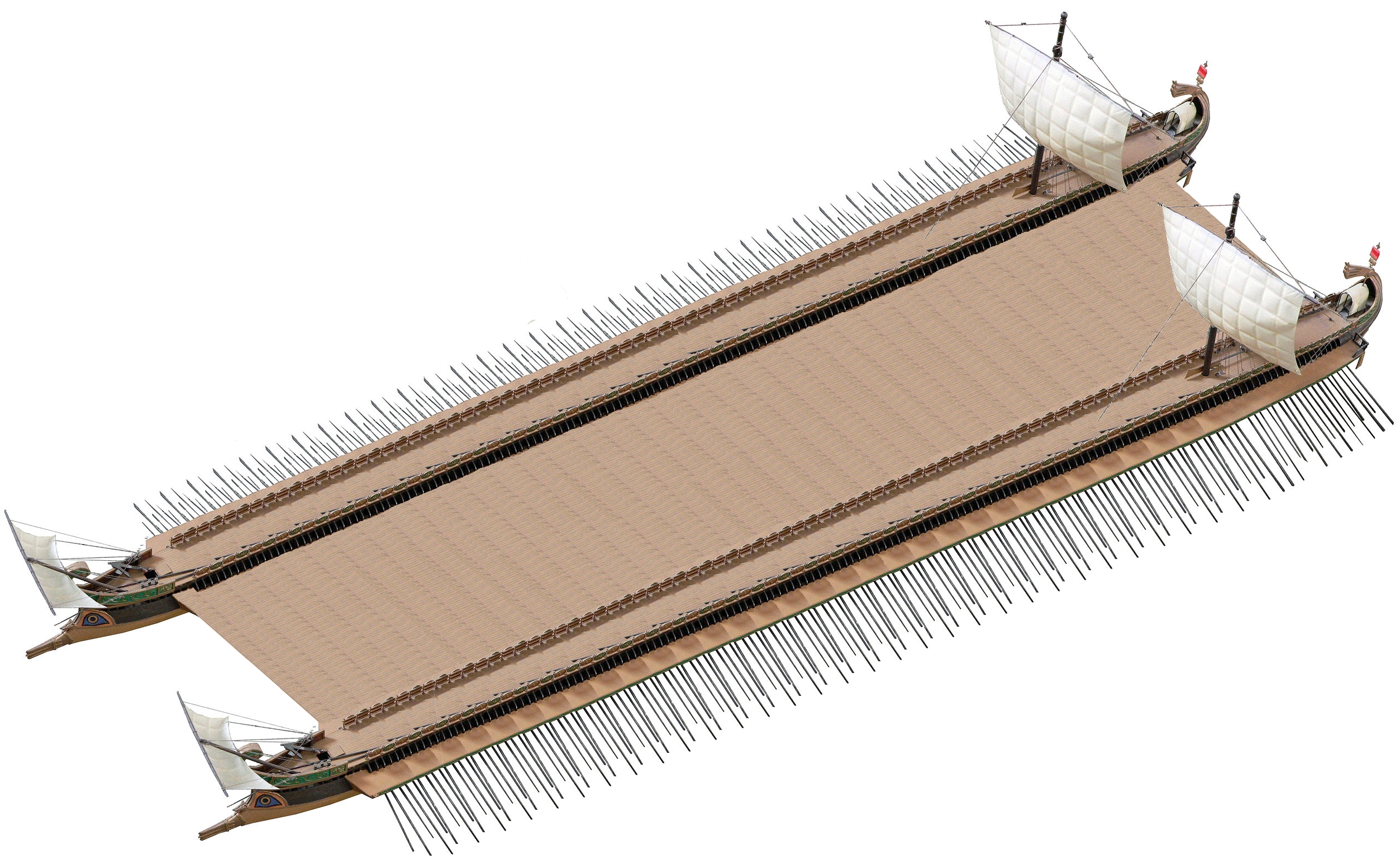
Une représentation possible de la tessarakonteres.

La tessarakonteres (en grec moderne : τεσσαρακοντήρης, « quarante rameurs »), ou simplement « quarante », est une galère de très grande taille qui aurait été construite dans l'époque hellénistique par Ptolémée IV,.
Le nom « quarante » se réfère au nombre de rames de chaque bord de la galère et qui la propulsaient. Elle aurait, avec une longueur de 130 mètres, été le plus grand navire construit dans l'antiquité, et peut-être le plus grand navire à propulsion humaine jamais construit.
Décrite par Callixène de Rhodes dans son Peri Alexandreias perdu, il est cité par Athénée de Naucratis dans Les Deipnosophistes. Plus tard, Plutarque mentionne la tessarakonteres dans sa Vies parallèles des hommes illustres.
Navire de siège supposé, son rôle n'est pas clair.